# Gerhard L. Bach
Gerhard Ludwig Bach (* 11. Juni 1934 in Dudenhofen; † 8. Dezember 2018 in Ludwigshafen) war ein deutscher Rheumatologe.

## Werdegang
Bach promovierte 1960 an der Universität Heidelberg. Er übersiedelte in die Vereinigten Staaten und wurde 1967 Dozent an der University of Illinois. An der Hochschule erwarb er 1969 den Grad des Medical Doctor und wurde im gleichen Jahr zum Privatdozenten und Chief Rheumatology ernannt. Zugleich war er Leiter der Abteilung Rheumatologie und klinische Immunologie am Cook County Hospital. 1970 folgte die Ernennung zum Professor an der Universität Illinois und der Cook County Graduate School of Medicine. Nach Rückkehr nach Deutschland war er ab 1973 Privatdozent an der Ludwig-Maximilians-Universität München. Von 1973 bis 1976 war er Chefarzt des Rheuma-Zentrums Bad Abbach, von 1977 bis 1991 Chefarzt der Klinik Herzoghöhe in Bayreuth und von 1991 bis 1999 Chefarzt der Klinik Auerbach in Bensheim.
Von 1990 bis 1992 war er Präsident der International Society for Rheumatic Therapy.
Bach starb im Dezember 2018 in einer Klinik in Ludwigshafen.

## Ehrungen
- 1969: Physician’s Recognition Award der American Medical Association
- 1986: Ehrenmedaille der Ägyptischen Gesellschaft für Rheumatologie
- 1986: Verdienstkreuz am Bande der Bundesrepublik Deutschland
- 1995: Verdienstkreuz 1. Klasse der Bundesrepublik Deutschland
- 1999: Ehrenplakette der Landesärztekammer Hessen